# M'Bagne
M'Bagne este o comună din departamentul M'Bagne, Regiunea Brakna, Mauritania, cu o populație de 10.383 locuitori.